# Юули Ниеми
Юули Ниеми (на фински: Juuli Niemi) е финландска сценаристка, актриса, поетеса и писателка на произведения в жанра драма.

## Биография и творчество
Юули Ниеми е родена на 24 юли 1981 г. в Хелзинки, Финландия. Завършва гимназията в столичния район Кяпюля през 1999 г. Следва общо литературознание в Хелзинкския университет и творческо писане в колежа Оривеси.
Дебютната ѝ творба, стихосбирката „Тара“, е публикувана през 2003 г. Втората ѝ стихосбирка „Дълга радост“ от 2005 г. разказва историята на две момичета, израснали в приятелство, изпълнено с противоречия. Сестринството и израстването като момиче играят голяма роля в нейните стихове, а връзките често се разглеждат от сюрреалистичен ъгъл и в логиката на мечтите.
През 2007 г. е издаден сборникът ѝ с разкази „Добре е“, който съдържа девет истории за млади хора в лицето на промяната.
Книгата ѝ „Не върви сам по пътя“ е издадена през 2016 г. Тя представя историята на историята на Ада – дъщеря на самотна майка, и на Егзон – емигрант второ поколение, които се влюбват макар да идват от различни светове. Книгата печели наградата „Финландия“ за детска и младежка литература за 2016 г.
Авторка е на сценария за късометражния филм „Kesäpaikka“ (Лятно място), режисиран от сестра ѝ Инари Ниеми, на сценария за филма „Roskisprinssi“ (Принцът на боклука) по едноименния роман на писателката Туя Лехтинен, режисиран от баща ѝ Раймо Ниеми.
Юули Ниеми живее със семейството си в Хелзинки.

## Произведения
- Tara (2003) – стихосбирка
- Pitkästä ilosta (2005) – стихосбирка
- Tule hyvä (2007) – сборник разкази
- Yömatkat (2010) – стихосбирка
- Tuhat tytärtä (2015) – стихосбирка
- Et kävele yksin (2016)
Не върви сам по пътя, изд.: „Емас“, София (2019), прев. Максим Стоев

### Екранизации
- 2009 Kesäpaikka – късометражен, сценарий
- 2011 Roskisprinssi – сценарий
- 2014 Kesäkaverit

## Филмография (като актриса)
- 1988 Susikoira Roi – Seikkailu saaristossa – тв минисериал
- 1994 Kissan kuolema
- 2009 Kesäpaikka – късометражен